# Podezřelý

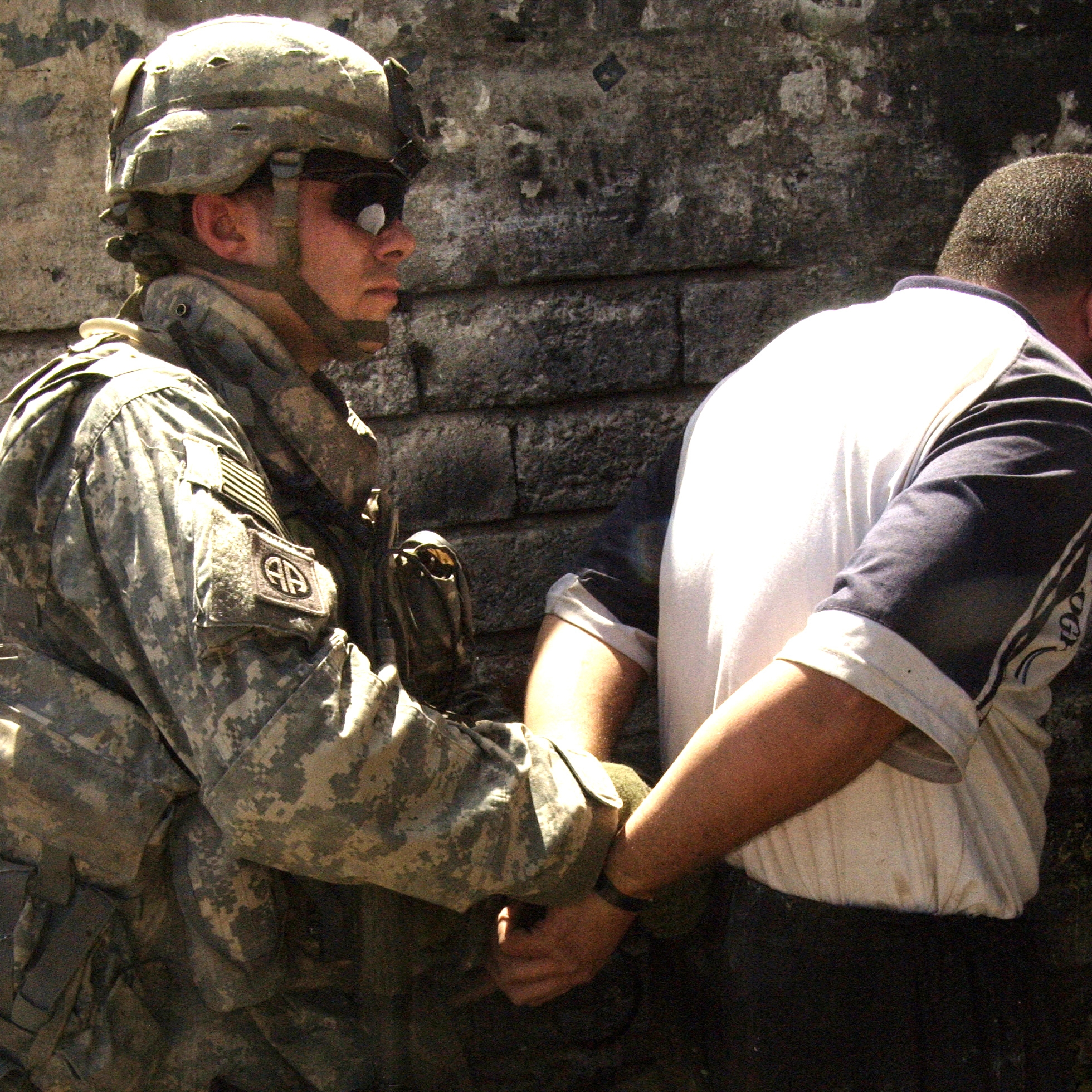
Výsadkář americké armády zatýká podezřelého během války v Iráku, 2007

Podezřelý je ten, vůči komu jsou vykonávány prověřovací úkony před zahájením trestního stíhání. Jde o osobu podezřelou ze spáchání již zjištěného trestného činu, ale orgány činné v trestním řízení ještě nemají dostatek informací, které by odůvodnily zahájení trestního stíhání právě této osoby.
Může jít jak o zadrženou osobu, tak všechny ostatní osoby, proti nimž svědčí stopy trestného činu i další podklady, které byly doposud shromážděny. Po podezřelém je zejména vyžadováno podání vysvětlení, až po zahájení trestního stíhání se označuje jako obviněný a je vyslýchán.